# 袁貴妃 (明朝)
袁貴妃（？年－1654年），袁姓，名不詳。宛平人。中國明朝的女性皇族，為崇祯帝貴妃。父袁祐。

## 生平
明史后妃列傳中，對於袁貴妃的记载很少，其生平事蹟零散記載於諸多史料，如《清史稿》、《崇禎朝野紀》、《纖言》、《烬宫遗录》、《啟禎宮詞》等等。據說她很得周皇后的歡心，兩人都未纏足，且不事涂飾。
袁氏与田氏当是崇祯帝仍为信王时的妾室。崇祯帝即位後，崇祯元年夏四月甲寅（1628年），田氏封为贵妃，袁氏封為淑妃。最为爱宠的田貴妃素來與周皇后不和，而袁淑妃對周皇后一向謙讓有禮，因此后妃之間關係很是融洽。十二年（1639年）元旦，嬪妃向例須向皇后朝賀，田貴妃早來卻被周皇后拒於宮門之外，晚來的袁貴妃卻能先入宮向周皇后朝賀，可見三位后妃之間的關係如何。
崇祯十三年（1640年）时，袁淑妃在西六宮之一的翊坤宮居住。崇祯十四年（1641年）四月，田貴妃晋封为皇贵妃。袁淑妃晋封为贵妃。这是效仿万历帝妃嫔的例子。但她受到的宠爱远逊于田皇貴妃。父亲袁祐的声势也不能与田氏的父亲田弘遇相比。
崇禎十七年（1644年）三月十八日凌晨，李自成揮軍攻陷北京後直搗紫禁城，崇祯帝見亡國在即，便命周皇后與袁貴妃自盡。周皇后死前對崇禎帝哭道：「妾事陛下十有八年，卒不聽一語，至有今日。」，隨後於坤寧宮自縊身亡。袁貴妃領命後，回宮懸樑自盡，但因為微胖，卻導致繩帶斷裂，袁貴妃遂墮地昏去，許久後才甦醒。崇祯帝見狀，便用劍砍傷其肩部。
清朝順治帝入關後，袁貴妃成為崇祯帝唯一在世有封號的遺孀。袁貴妃得到了清廷的憐憫與尊重，賜其居所贍養終身。《清史稿》記載袁貴妃於顺治元年（1644年）逝世，並於同年五月己酉入葬，但葬地未詳。明末《北游录》等书记录她于1654年逝世，獨自葬於金山。

## 子女
袁貴妃生有一女，但封號不詳。史書記載崇祯帝共有六女，僅知周皇后生有坤儀公主、長平公主，另有母不詳的昭仁公主（相傳應為皇后之女）及三位失考的皇女，因此這四位公主其中之一有可能是袁貴妃所生。